# Volvo 700
A série Volvo 700 é uma linha de automóveis de segmento E produzidos pelo fabricante sueco Volvo Cars de 1982 a 1992. A série 700 foi lançada em 1982 com o luxuoso 760, seguida dois anos depois pelo 740 de preço mais baixo que capitalizou o prestígio alcançado por o muito semelhante 760. A série 700 foi então gradualmente substituída, a partir de 1990, pela série 900. O 700, desenhado por Jan Wilsgaard, deveria originalmente substituir a série 200, mas a produção desse modelo continuou até o início dos anos 1990. O caro 780, uma versão cupê projetada pela Bertone, entrou em produção em 1986 e saiu sem sucessor direto apenas quatro anos depois.
As diferenças mais visíveis entre as séries 700 e 900 foram os cantos mais arredondados da carroceria desta última e um interior um pouco melhor equipado. A série 700 chegou ao fim no final de 1992, quando os últimos 740 foram construídos (embora fossem considerados do ano modelo 1993). A gama foi aumentada e finalmente suplantada pelo Volvo 900 em 1993, com o último dos 900 a ser vendido em 1998.